# Singapore Masters
De Singapore Masters, niet te verwarren met het veel oudere Singapore Open, was een jaarlijks internationaal golftoernooi dat deel uitmaakte van de Aziatische- en Europese PGA Tour.
De eerste editie van de Singapore Masters was in 2001 en speelde zich af op de Bukit-baan van de Singapore Island Country Club. In 2002 werd het toernooi overgeplaatst naar de Laguna National Golf & Country Club, waar het t/m 2007 werd gespeeld.
In 2002 werd het gewonnen door Arjun Atwal, hij was de eerste speler uit India die hiermee een toernooi op de Europese Tour won. Daarna viel die eer te beurt aan Zhang Lian-Wei, die de eerste Chinese winnaar op de Tour werd.
De laatste editie was in 2007, en eindigde met een putt van Ernie Els. Er werd geen sponsor voor 2008 gevonden.

## Winnaars
| Jaar                                             | Baan                          | Winnaar                  |
| Caltex Singapore Masters                         | Caltex Singapore Masters      | Caltex Singapore Masters |
| ------------------------------------------------ | ----------------------------- | ------------------------ |
| 2001                                             | Singapore Island Country Club | Vijay Singh              |
| Caltex Singapore Masters, presented by Carlsberg |                               |                          |
| 2002                                             | Laguna Golf & Country Club    | Arjun Atwal              |
| Caltex Masters, presented by Carlsberg           |                               |                          |
| 2003                                             | Laguna Golf & Country Club    | Lian-Wei Zhang           |
| 2004                                             | Laguna Golf & Country Club    | Colin Montgomerie        |
| 2005                                             | Laguna Golf & Country Club    | Nick Dougherty           |
| OSIM Singapore Masters                           |                               |                          |
| 2006                                             | Laguna Golf & Country Club    | Mardan Mamat             |
| Clariden Leu Singapore Masters                   |                               |                          |
| 2007                                             | Laguna Golf & Country Club    | Wen-Chong Liang          |